# Aploconodon
Aploconodon is een geslacht van uitgestorven zoogdieren uit het Laat-Jura, die behoren tot de familie Amphidontidae. Het bevat als enige soort Aploconodon comoensis. Het is aanwezig in de stratigrafische zone 5 van de Morrison-formatie.
De typesoort werd in 1925 benoemd door George Gaylord Simpson. De geslachtsnaam betekent 'enkele kegel-tand'. De soortaanduiding verwijst naar de herkomst uit de Como Bluff.
Het holotype is  USNM 2791, een rechteronderkaak gevonden in de befaamde Quarry N° 9.